# Bucher Municipal
 Bucher Municipal  ist ein Schweizer Unternehmen und Hersteller von Kommunalfahrzeugen. Das Produktangebot umfasst Kompakt- und Grosskehrfahrzeuge, Winterdienstausrüstungen, Kanalreinigungs-Fahrzeuge, Müllpresscontainer und Müllfahrzeuge. Bucher Municipal ist ein Geschäftsbereich der Bucher Industries AG.

## Geschichte
Bucher Municipal ist eine der fünf Divisionen von Bucher Industries AG in Niederweningen, Schweiz. Bucher Industries ist aus einer Schmiede, die 1807 von Heinrich Bucher(-Weiss) (1784–1850) in der Murzeln in Niederweningen, Schweiz, betrieben wurde, entstanden. Mit der Übernahme der Rolba Kommunaltechnik 1991 wurde die Grundlage für die Division Bucher Municipal gelegt.
1994 wurde das Großkehrfahrzeuggeschäft der 1920 gegründeten Schörling GmbH in Hannover übernommen und anschließend die Bucher-Guyer AG Kommunalfahrzeuge in Niederweningen gegründet. Später wurden Tochtergesellschaften in Südkorea im Jahr 2000 (Bucher Schörling Korea Ltd) und 2004 in Lettland (Bucher Schörling Baltic SIA) gegründet. Der Kommunalbereich in Niederweningen wurde 2011 in die Bucher Schörling AG umgewandelt.
Seit Oktober 2014 vereinen Bucher Schörling, Giletta, Gmeiner, Assaloni.Com und MacDonald Johnston ihre Marktpräsenz unter der Marke Bucher Municipal.
Im März 2016 wurde der in Dänemark sitzende Hersteller von Kanalreinigungsfahrzeugen J. Hvidtved Larsen A/S übernommen.
Am 9. August 2016 gab Bucher Industries bekannt, den australischen Marktführer für Müllpresscontainer, PakMor, akquiriert zu haben und in die australische Bucher Municipal Organisation einordnen zu wollen. PakMor erwirtschaftete im Geschäftsjahr 2015 mit 46 Beschäftigten einen Umsatz von 13 Mio. CHF.

## Struktur und Standorte
Die Bucher Municipal ist eine von fünf Divisionen der international tätigen Schweizer Unternehmensgruppe Bucher Industries AG.
Unter die Division fallen die Unternehmen (Hauptsitz) Bucher Municipal AG (Niederweningen, CH), Bucher Municipal GmbH (Hannover, D), Bucher Municipal SIA (Ventspils, LV), Bucher Municipal Ltd. (Seoul, SK), Bucher Municipal Pty. Ltd. (Melbourne, AU), Bucher Municipal LLC (Kaluga, RU), Giletta S.p.A. (Revello, IT), Arvel Industries Sarl (Coudes, F), Maquiasfalt S.L. (Fuenlabrada, ES), Assaloni.Com (Gaggio Montano, IT), Gmeiner GmbH (Wernberg-Köblitz, D), Johnston Sweepers Ltd. (Dorking, UK), Johnston Sweepers Northamerica Inc. (Mooresville, US), Beam Sweepers A/S (Them, DK), J. Hvidtved Larsen A/S (Silkeborg, DK) sowie PakMor Waste Equipment Australia Pty. Ltd. (South Windsor, AU).
Der Hauptsitz von Bucher Municipal befindet sich in Niederweningen bei Zürich in der Schweiz. Dort wird die Produktion bis 2017 stillgelegt sein. Die Engineering-, Vertriebs- und Kundendienst-Organisationen der Marken Bucher und Johnston sind von den Massnahmen nicht betroffen und werden wie bisher unverändert weitergeführt. Tochtergesellschaften für den Bereich Bucher Kehrfahrzeuge haben ihren Standort in Hannover, Bochum, Ventspils (Lettland) und Seoul (Südkorea). Johnston Sweepers Ltd sitzt in Dorking, Bristol und Leeds (Großbritannien) und Mooresville (USA). Beam Spezialkehrmaschinen werden in Them (Dänemark) gefertigt.
Durch die Reorganisation der Marken Bucher und Johnston wird die Produktion in der Schweiz komplett eingestellt, die Produktion in Lettland ausgebaut und eine Produktion in Hannover neu aufgebaut. In Lettland werden sämtliche Kleinkehrfahrzeuge der Marken Bucher und Johnston gefertigt. Die Behälter für Grosskehrfahrzeuge der beiden Marken werden in England vom Band laufen. Die Endmontage für Johnston Grosskehrfahrzeuge bleibt in England, wobei die Endmontage der Bucher Grosskehrfahrzeuge sich von der Schweiz nach Deutschland (Hannover) verschiebt. Somit soll insgesamt kostengünstiger produziert werden.
Die Standorte für Winterdienstgeräte sind in Wernberg-Köblitz (Deutschland) und in Revello und Gaggio Montano (Italien). In Melbourne (Australien) werden Müllfahrzeuge produziert. In Dänemark, Schweden, Norwegen, USA, Irland, Russland, Großbritannien, Australien und im Balkan werden die Kanalreinigungsfahrzeuge hergestellt.

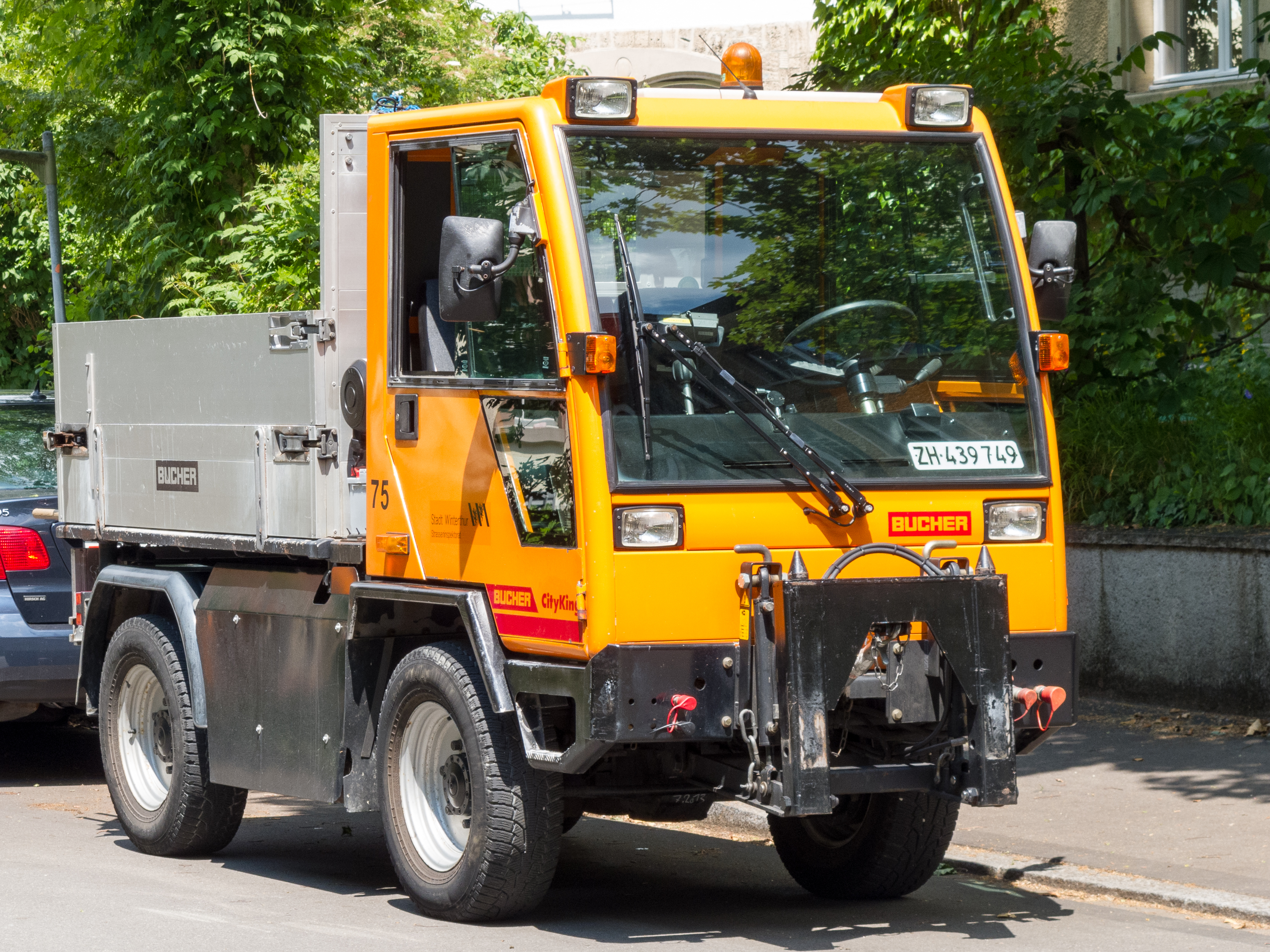
Bucher CityKing, Kommunalfahrzeug der Stadt Winterthur

## Produkte
Bucher Municipal entwickelt und produziert Kehrfahrzeuge der Marken Beam, Johnston und Bucher (Kompaktkehrfahrzeuge CityCat und Grosskehrfahrzeuge CityFant / OptiFant / OmniFant), Kanalreinigungsfahrzeuge der Marke JHL, Winterdienstgeräte (Marken Gmeiner, Bucher, Giletta, Assaloni) und Müllfahrzeuge (Bucher).